# Lázně svaté Markéty
Lázně svaté Markéty je základní sídelní jednotka města Prachatice v Jihočeském kraji. Nachází se na jihu města při prameni vyvěrajícím z lesnatého masívu hory Libín v nadmořské výšce 635 m.
V Lázních svaté Markéty protíná na označeném místě 14. poledník 49. rovnoběžku.

## Historie
Léčebný účinek pramene Sv. Markéty byl využíván již v 17. století. Založení lázní se datuje k roku 1783. V lázních se provádělo léčení studenou vodou a využívaly se všechny metody moderní vodoléčby (Priessnitzovy a Kneippovy léčebné metody). Lázně byly zaměřeny na léčbu nervové soustavy a pohybového ústrojí. Největšího věhlasu dosáhly na počátku 20. století. V letech před první světovou válkou zde ročně pobývalo kolem 4000 hostů. Klientelu lázní tvořili hlavně Rakušané a Němci. Časté byly i nedělní návštěvy lázní obyvateli Prachatic a okolí. Lázeňský provoz skončil v roce 1935 a budovy k němu určené se nadále využívaly jako rekreační letovisko a později pro potřeby školství. Po vysídlení německého obyvatelstva jak města Prachatic tak samotných Lázní svaté Markéty toto území hodně zchátralo. Po roce 1989 však dochází k určitému zlepšení stavu a obnově některých objektů.
V září 2001 město Prachatice některé nemovitosti v oblasti lázní, které byly dříve využívány pro ubytování zahraničních studentů, vložilo do akciové společnosti Léčebné centrum sv. Markéty. Společnost si jako cíl vytyčila obnovení lázeňského provozu, ke kterému do roku 2019 nedošlo.
V roce 2021 byly objekty ve stále zhoršujícím se stavu. Většina budov okolo lázeňské promenády pak byla odstraněna. V roce 2025 byl areál bez využití.
Město Prachatice ztratilo nad pozemkem v průběhu let vliv i zájem o jakoukoliv obnovu a revitalizaci.[zdroj?]